# Olympische Jugend-Sommerspiele 2010/Teilnehmer (Mongolei)
| Gelbes Symbol für Goldmedaillen mit stilisierten Olympischen Ringen | Graues Symbol für Silbermedaillen mit stilisierten Olympischen Ringen | Braundes Symbol für Bronzemedaillen mit stilisierten Olympischen Ringen |
| ------------------------------------------------------------------- | --------------------------------------------------------------------- | ----------------------------------------------------------------------- |
| 2                                                                   | —                                                                     | —                                                                       |

Die Jugend-Olympiamannschaft der Mongolei für die I. Olympischen Jugend-Sommerspiele vom 14. bis 26. August 2010 in Singapur bestand aus elf Athleten.

## Athleten nach Sportarten

### Boxen
Jungen
- Dashdorjiin Anand
Federgewicht: 5. Platz

### Judo
Jungen
- Otgonbajaryn Dölgöön
Klasse bis 66 kg: 5. Platz
Mixed: Silber  (im Team Belgrad)

### Leichtathletik
| Mädchen - Khatanbüüvein Michidmaa 400 m: disqualifiziert (Finale) | Jungen - Ganboldyn Shijirbaatar 100 m: 20. Platz |

### Ringen
| Mädchen - Baatarsorigiin Battsetseg Freistil bis 60 kg: Gold | Jungen - Enkhtögsiin Oyunbold Freistil bis 100 kg: 5. Platz |

### Schwimmen
| Mädchen - Erdenebilegiin Sürenyam 50 m Schmetterling: 23. Platz (Vorlauf) 100 m Schmetterling: disqualifiziert (Vorlauf) | Jungen - Gantulga Ölziibadrakh 50 m Freistil: 37. Platz (Vorlauf) 100 m Freistil: 48. Platz (Vorlauf) |

### Triathlon
Mädchen
- Tüwschindschargalyn Enchdschargal
Einzel: 28. Platz
Mixed: 15. Platz (im Team Asien 3)

### Turnen

#### Gymnastik
| Mädchen - Batbaataryn Soyolsaikhan Einzelmehrkampf: 37. Platz (Qualifikation) | Jungen - Ganbat Erdenebold Einzelmehrkampf: 37. Platz (Qualifikation) Ringe: 5. Platz Sprung: Gold |